# Munkkisaari (île)
 Munkkisaari (suédois : Munkholmen) était une petite île sur la rive sud d'Helsinki.

## Description
L'île de Munkkisaari était séparée de la terre par le détroit de Matalasalmi (suédois : Grundsundet).
Au XIXe siècle on y trouve des cabanes de pécheurs et l'île est reliée au contient par un pont en bois sous lequel passaient les barques.
Plus tard, le détroit est comblé et Munkkisaari est transformée en zone industrielle.
La majeure partie de l'île est la propriété de STX Europe propriétaire du chantier naval de Hietalahti.
Administrativement, Munkkisaari appartient à la section Hernesaari du quartier de Länsisatama,. 